# Barcia (Navia de Suarna)
Barcia (llamada oficialmente San Miguel de Barcia) es una parroquia y una aldea española del municipio de Navia de Suarna, en la provincia de Lugo, Galicia.

## Organización territorial
La parroquia está formada por tres entidades de población:
- Barcia
- Mera
- Vilares

## Demografía

### Parroquia
| Gráfica de evolución demográfica de Barcia (parroquia) entre 2000 y 2020 |
|                                                                          |
| Datos según el nomenclátor publicado por el INE.                         |

### Aldea
| Gráfica de evolución demográfica de Barcia (aldea) entre 2000 y 2020 |
|                                                                      |
| Datos según el nomenclátor publicado por el INE.                     |